# DKF
DKF is een Duits historisch merk van motorfietsen.
De bedrijfsnaam was: Deutsche Kleinmotoren & Fahrzeugwerke AG, Berlin-Potsdam (Niet te verwarren met de Deutsche Kugellagerfabriek die dezelfde afkorting gebruikt (DKF)).
In 1923 ontstonden binnen één jaar honderden kleine Duitse motorfietsmerken, die zich stortten op de markt voor goedkope vervoermiddelen die door de enorme inflatie ontstond. DKR ontwikkelde zelf 148- en 198cc-zijklepmotoren, terwijl de meeste concurrenten goedkoper produceerden door tweetakt-inbouwmotoren bij bestaande bedrijven in te kopen. DKF kon de concurrentie dan ook niet aan, temeer omdat er alleen al in Berlijn tientallen kleine motorfietsproducenten waren. In 1924 werd de productie beëindigd.